# Brovst
Brovst är en tätort i Jammerbugts kommun i Region Nordjylland i Danmark. Tätorten har 2 692 invånare (2024). Den ligger på ön Vendsyssel-Thy, cirka 14,5 kilometer sydväst om Åbybro. Brovst var centralort i Brovsts kommun fram till kommunreformen 2007.
Brovst växte upp som en stationsort vid järnvägen mellan Ålborg och Thisted (nedlagd 1969), och är numera bland annat servicecenter för stora sommarstuguområden vid Skagerrakkusten. I Brovst ligger herrgården Bratskov, som ägs av kommunen och fungerar som kulturcenter med konstutställningar och historiska samlingar.